# Pont-Saint-Martin (Italia)
Pont-Saint-Martin (pron. fr. AFI: [pɔ̃ sɛ̃ maʁtɛ̃] , Pon Sèn Marteun in patois valdostano, Pont San Martìn in piemontese, Martinstäg in walser), è un comune italiano di 3 515 abitanti della Valle d'Aosta sudorientale.

## Geografia fisica

### Territorio
Situato all'imbocco della Valle d'Aosta, alla base della valle del Lys, conserva nei suoi pressi i resti dell'antica strada romana per le Gallie detta via delle Gallie.
Pont-Saint-Martin costituisce una tappa della via Francigena, proveniente dal colle del Gran San Bernardo, prima di entrare in Piemonte e dirigersi tra i vigneti verso Carema.
Attraversato dalla Dora Baltea, sorge nell'estrema parte orientale della plaine di Donnas e dista 40 km da Aosta. Il territorio comunale comprende una parte urbanizzata, situata tra i 300 e i 400 metri di quota sulla conoide di deiezione creata dallo sbocco del torrente Lys nel solco principale della Valle d'Aosta, e una zona montana che si estende verso est e dove si tocca la quota massima con il Bec di Nona (2085 m).
- Classificazione sismica: zona 4 (sismicità molto bassa)[7]

## Storia
Da Pont-Saint-Martin, in epoca romana, passava la via delle Gallie, strada romana consolare fatta costruire da Augusto per collegare la Pianura Padana con la Gallia. Passaggio obbligato lungo la via delle Gallie, Pont-Saint-Martin nel 575 si trovò al confine del regno dei Franchi.
Nel Medioevo fu amministrato dalla signoria locale, i Signori di Bard, che nel 1200 fecero erigere il castello di Pont-Saint-Martin, che ancora sovrasta il paese. Durante la Seconda guerra mondiale, nel 1944, l'abitato fu devastato da un bombardamento.
La leggenda racconta che San Martino di Tours, di passaggio sulla via Francigena in pellegrinaggio, fece un patto con il diavolo. Questi si impegnò a costruire in una notte un ponte, in cambio dell'anima del primo essere vivente che ci sarebbe passato. Il giorno dopo, San Martino liberò sul ponte un cagnolino, che venne ucciso brutalmente. In compenso, il diavolo lasciò in pace gli abitanti. Questa leggenda fa parte del ricco repertorio della valle del Lys, e rivive ogni anno nel carnevale storico.
Nel periodo fascista, precisamente dal 1939 al 1946, il nome del comune fu italianizzato in Ponte San Martino e incluse il comune di Perloz. I due comuni furono ristabiliti con i confini e i toponimi originali nel 1946.
Il 23 agosto 1944, alle 17:30, un intenso bombardamento aereo americano si abbatte sul paese. Le valutazioni sul numero delle vittime sono diverse a seconda delle fonti di riferimento e pertanto, sui documenti, il numero dei morti e dei dispersi registrati variano da 130 a 182, mentre il 42% del patrimonio edilizio urbano risultò distrutto.

### Simboli
Lo stemma comunale e il gonfalone sono stati concessi con decreto del presidente della Repubblica del 15 dicembre 1969.
Il disegno dello stemma raffigura un ponte romano sul torrente Lys, che fu fortificato nell'XI secolo con una torre eretta da Guglielmo di Bard, ed è ripreso dal secondo e terzo quarto del blasone dei signori di Pont-Saint-Martin, ramo cadetto dell'antica casata di Bard, il cui scudo era inquartato: il 1º e il 4º d'azzurro, seminato di crocette potenziate aguzze d'oro, a due barbi addossati sul tutto, dello stesso; il 2º e il 3º di rosso, al ponte di un solo arco, sostenente una torre merlata alla guelfa, il tutto d'argento murato di nero.
Il gonfalone è un drappo partito di bianco e di rosso.

## Monumenti e luoghi d'interesse

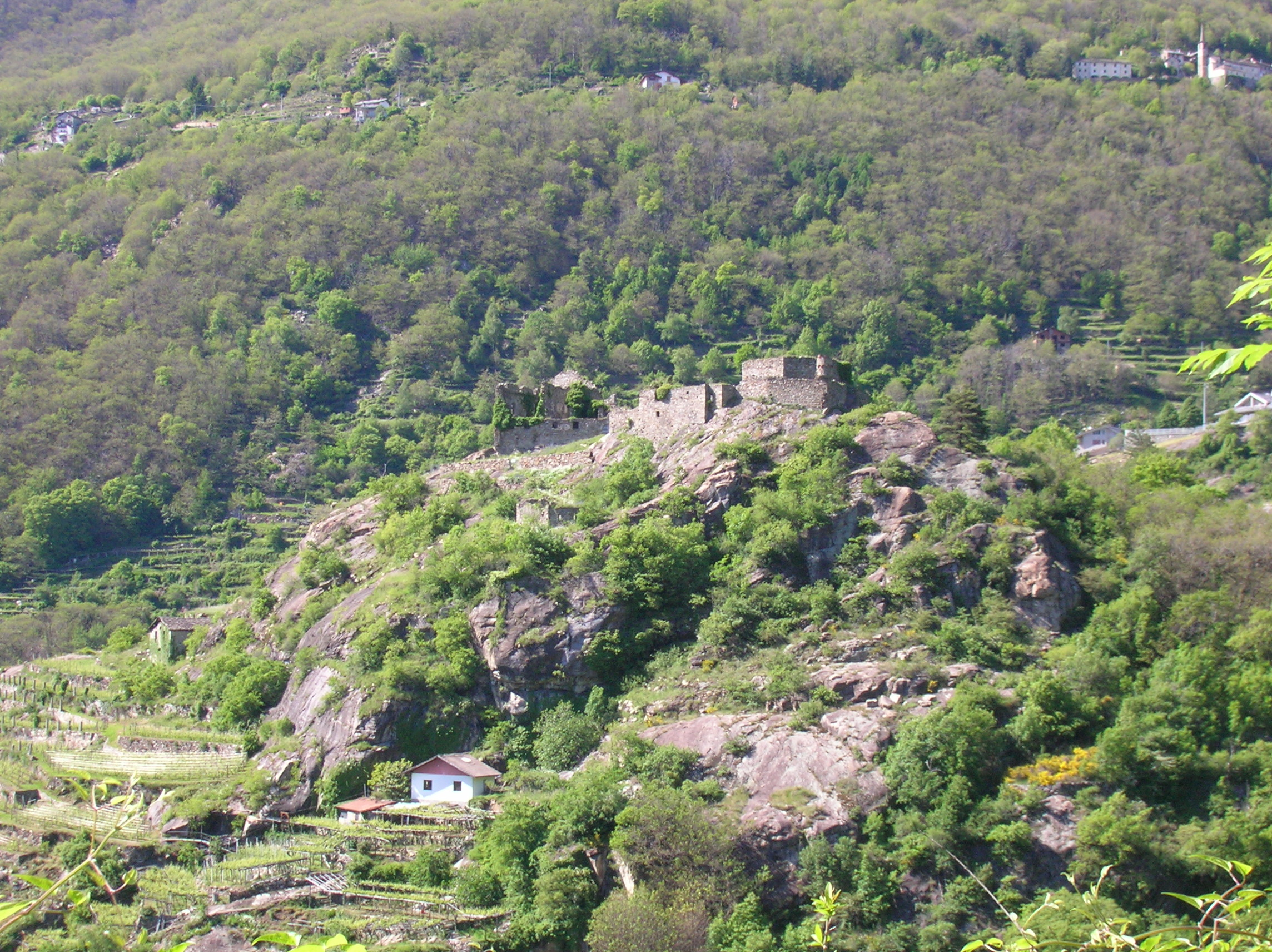
Il Castello di Pont-Saint-Martin

- La chiesa di Fontaney, sede della parrocchia fino al 1899;
- Il castello Baraing, appartenente alla potente famiglia omonima;
- Le rovine del Castello di Pont-Saint-Martin detto anche Château vieux o Castellaccio[12], sito su un promontorio, all'envers rispetto al borgo.
- La casaforte di Pont-Saint-Martin, nota anche come 'l Castel: si trova a sud della chiesa parrocchiale ed era la fattoria che serviva il castello sul promontorio e che venne trasformata in casaforte quando i signori di Pont-Saint-Martin abbandonarono il Château vieux, forse intorno al XVI secolo. Dopo un restauro finanziato dal comune e con il fondo Fospi della Regione Valle d'Aosta, è stata riaperto al pubblico il 15 settembre 2012.[13][14]
- il castello di Suzey, sopra Ivéry.
- La Casaforte della Rivoire, nei pressi di via Émile Chanoux, del Cinquecento; prende il nome dalla località omonima, in latino Roveriae[15]

### Ilpont Saint-Martin

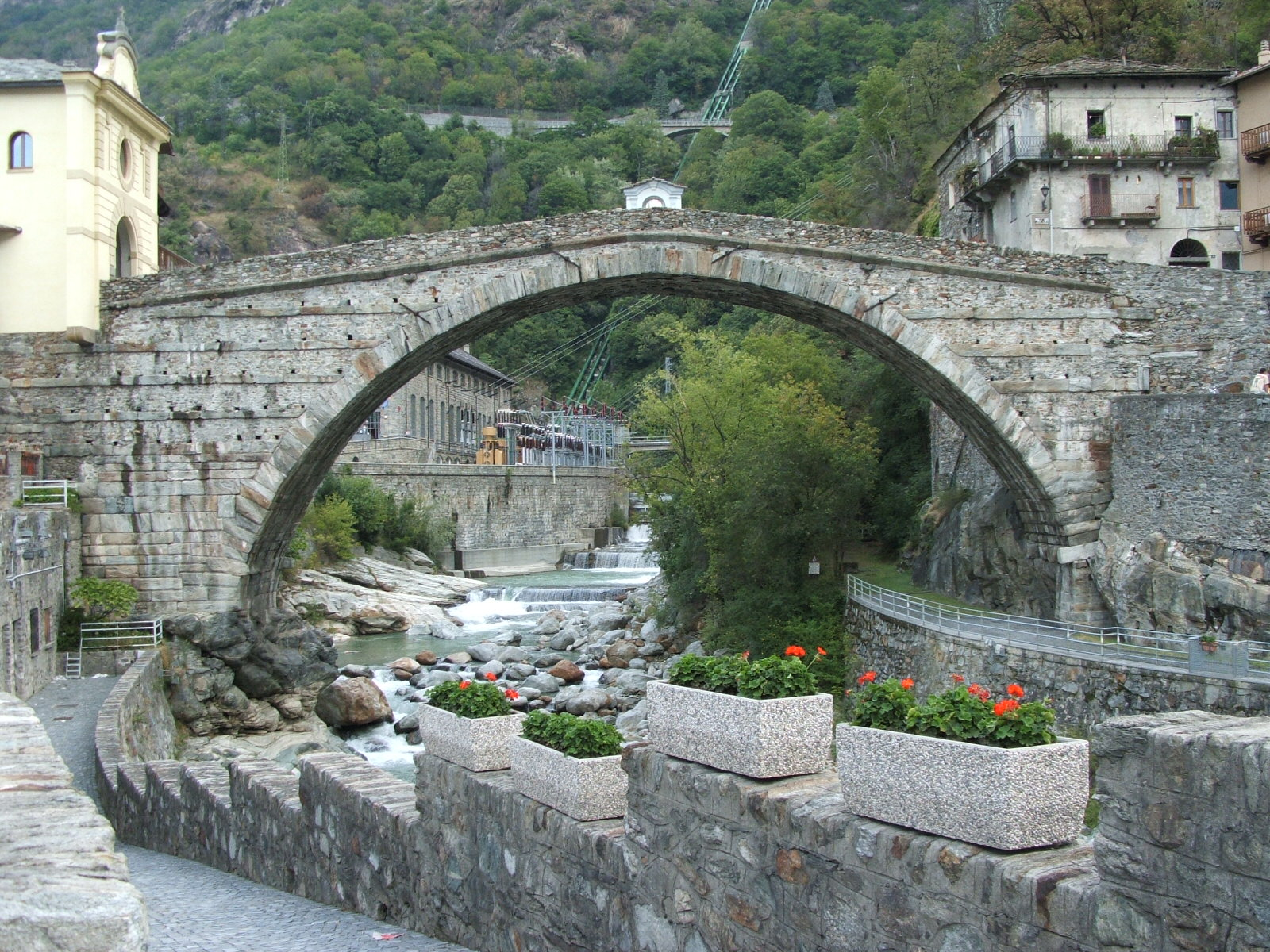
Il Pont Saint-Martin

L'abitato prende il nome dal poderoso ponte romano dedicato a San Martino di Tours, che attraversa il torrente Lys. Costruito nel I secolo a.C., nel corso di quasi 2.000 anni ha consentito il passaggio dalla regione di Eporedia (l'attuale Ivrea) verso la Valle d'Aosta. Il ponte è lungo 31 m e alto 23 m. Fu utilizzato fino al XIX secolo, poi venne costruito un ponte moderno.

### Aree naturali
- Riserva naturale stagno di Holay

## Cultura

### Biblioteche
In Via Resistenza 5 ha sede la biblioteca comunale.

### Musei
- Museo del Pont Saint-Martin: il piccolo museo del ponte romano è stato allestito nei pressi del ponte, in una saletta d'esposizioni accessibile da una scalinata sotto Piazza IV Novembre[17][18][19].
- Il Museo del Bombardamento: situato al piano primo della casa forte ‘l Castel conserva nella memoria i tragici fatti del 1944. Ospita  la mostra delle fotografie dei fratelli fotografi Ardissone, le cui opere, stampate in grande formato e in chimico/analogico nell’ambito della 50° rimembranza del Bombardamento, ritrovano spazio dopo il loro recupero[9].

### Eventi

#### Il carnevale storico di Pont-Saint-Martin
Nel carnevale di Pont-Saint-Martin, i personaggi principali sono rappresentati dal diavolo, da San Martino, dalla ninfa del Lys con le sue due ancelle, dai Romani e dai Salassi.
Vi è inoltre la sfilata dei costumi tradizionali delle otto insulæ, i quartieri storici del borgo, con i loro nomi in latino: 
- Fundus Tauri
- Insula Vernæ
- Insula Leonis
- Platea Primus Maius
- Insula Pontis Romani
- Vicus Colubris
- Insula Saint-Roch
- Insula Lys

Ha luogo in seguito la corsa delle bighe, una per ogni insula.
Il carnevale si conclude il "mardi gras", quando un fantoccio del diavolo viene bruciato dal ponte romano sul Lys, in ricordo della leggenda (vedi sopra).

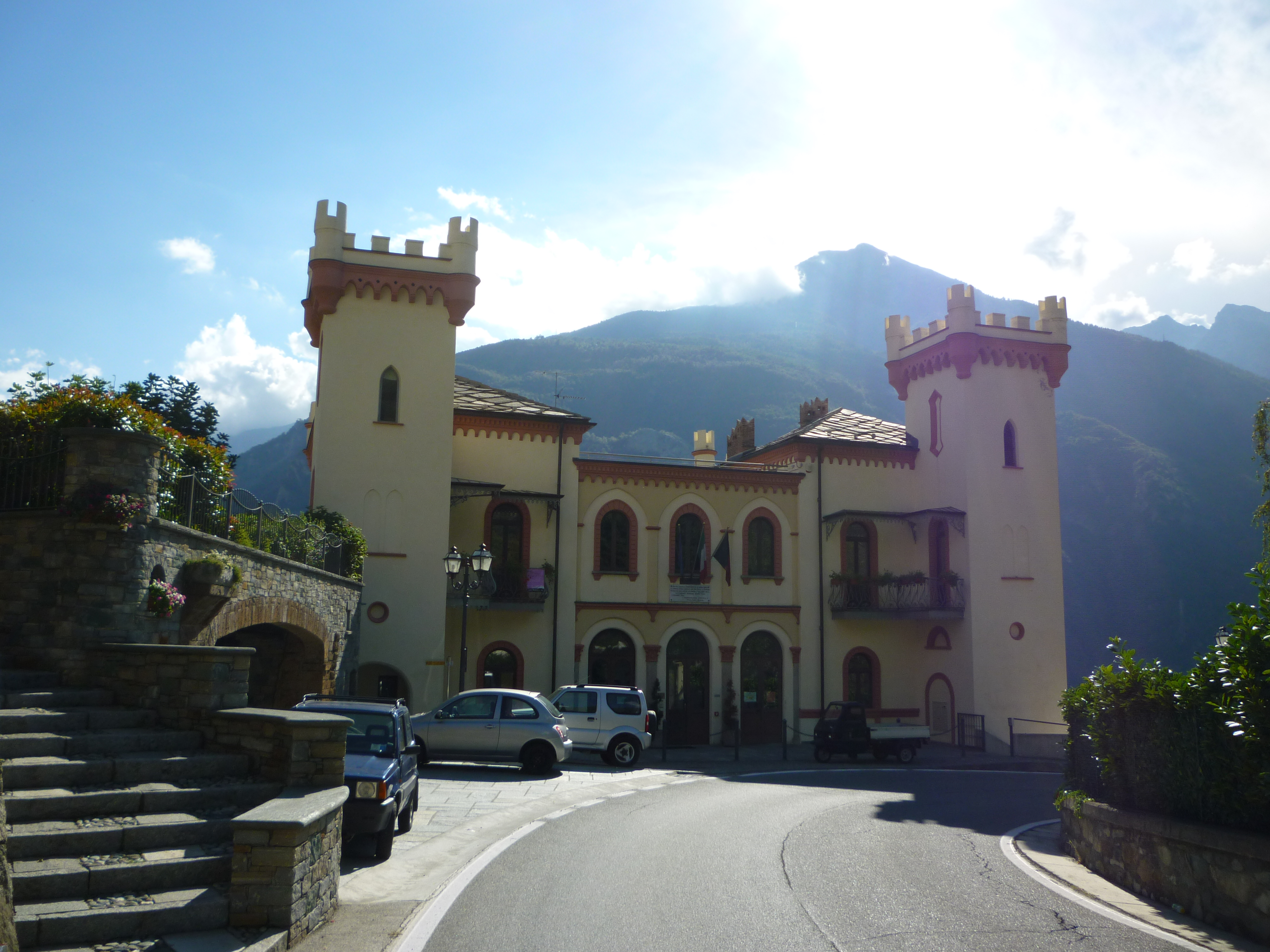
Château Baraing

## Geografia antropica

### Frazioni
Baraing, Bois-Derrière, Les Bosc, Bosquet, Champ-de-Las, Chapret, La Charmaz, Chavanne, Chuchal, Clapey, Colombéraz, Concaby, Corney, Extillian-Dessous, Extillian-Dessus, Fabioles, Fontaney, La Grangiaz, Ivéry, Liscoz, Le Magnin, Mounot, Oley, Perruchon, Le Pian, Pian-de-la-Barmaz, Pian-des-Boses, Pian-du-Gias, Le Pianet, Pian-Gregnit, Prati-Novi, Praz-Seigneur, Ronc-de-Grangiaz, Les Roncs, Rondias-Dessous, Rondias-Dessus, Saint-Roch, Serrapianaz, Susey, Les Thuets, Tiombé, Torgnon, La Valeille, Vietti, Vignolet

## Economia
Come in molti comuni valdostani anche nel comune di Pont-Saint-Martin si produce energia idroelettrica. La centrale omonima, in gestione alla CVA, sfrutta le acque dei torrenti Pacoulla, Bouro, Giassit, Verouy e Rechanter (o Rechantez).

## Infrastrutture e trasporti

### Ferrovie

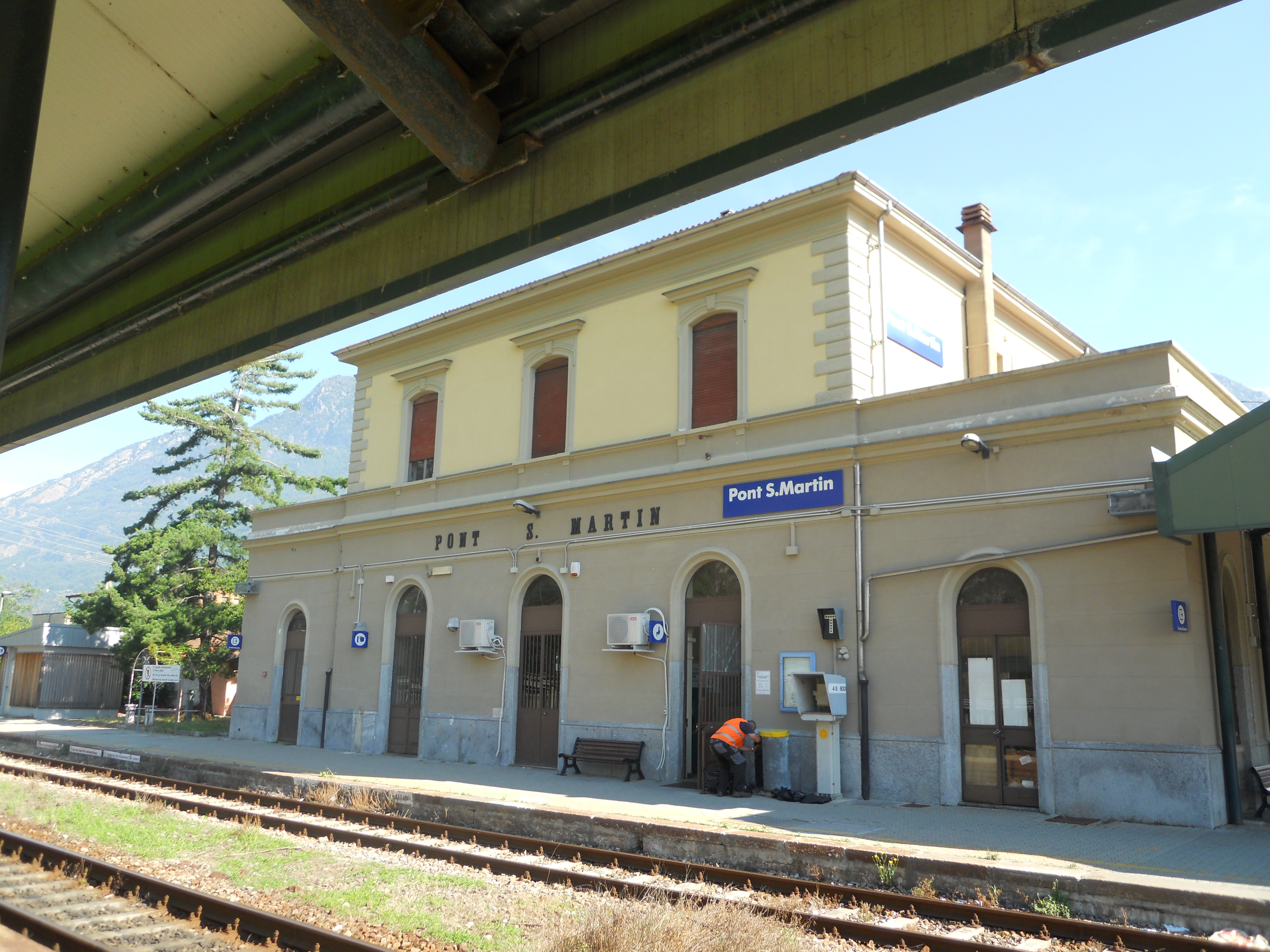
Facciata della stazione ferroviaria dal lato dei binari.

Il paese ha una propria stazione ferroviaria a poche centinaia di metri dal centro, con accanto un'area verde pedonale.
La stazione si trova sulla Ferrovia Aosta-Chivasso.
La ferrovia Pont-Saint-Martin - Gressoney è stato un progetto di ferrovia che doveva collegare Pont-Saint-Martin all'alta Valle del Lys.

## Amministrazione

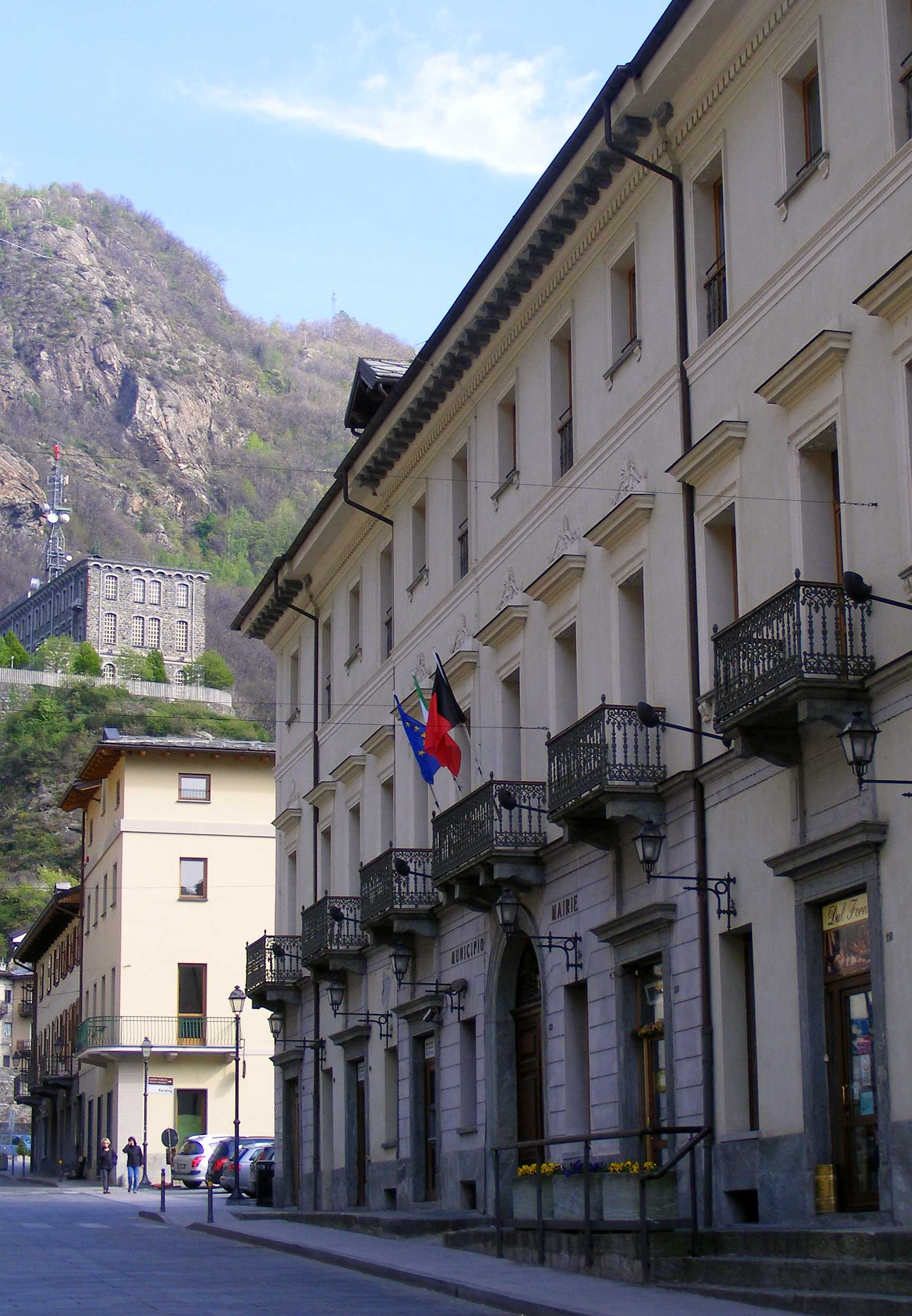
Il municipio

Fa parte dell'Unité des Communes valdôtaines Mont-Rose, di cui è sede amministrativa.
Di seguito è presentata una tabella relativa alle amministrazioni che si sono succedute in questo comune.
| Periodo        | Periodo        | Primo cittadino | Partito          | Carica  | Note   |
| -------------- | -------------- | --------------- | ---------------- | ------- | ------ |
| 1º luglio 1985 | 18 maggio 1990 | Sergio Enrico   | Union Valdôtaine | Sindaco | [ 23 ] |
| 18 maggio 1990 | 30 luglio 1993 | Sergio Enrico   | Union Valdôtaine | Sindaco | [ 23 ] |
| 30 luglio 1993 | 29 maggio 1995 | Alberto Crétaz  | Union Valdôtaine | Sindaco | [ 23 ] |
| 29 maggio 1995 | 8 maggio 2000  | Alberto Crétaz  | Union Valdôtaine | Sindaco | [ 23 ] |
| 8 maggio 2000  | 9 maggio 2005  | Alberto Crétaz  | lista civica     | Sindaco | [ 23 ] |
| 24 maggio 2005 | 2 luglio 2008  | Alberto Crétaz  | lista civica     | Sindaco | [ 23 ] |
| 2 luglio 2008  | 24 maggio 2010 | Guido Yeuillaz  | lista civica     | Sindaco | [ 23 ] |
| 24 maggio 2010 | 11 maggio 2015 | Guido Yeuillaz  | lista civica     | Sindaco | [ 23 ] |
| 11 maggio 2015 | in carica      | Marco Sucquet   |                  | Sindaco | [ 23 ] |

### Gemellaggi
Pont-Saint-Martin è gemellata con:
- Pont-Saint-Martin (Francia)
- Bétera

## Sport

### Calcio
Dal 2013 Pont-Saint-Martin è rappresentata calcisticamente dalla società sovracomunale Pont Donnaz Hône Arnad Évançon (siglato PDHAE), che ha rilevato l'eredità della precedente U.S.D. Pont-Donnaz, mai spintasi oltre le divisioni regionali. Scaturito dalla progressiva fusione di tre club, negli anni 2010-2020 il P.D.H.A.E. si è imposto ai vertici del calcio valdostano, conquistando quale maggior successo la partecipazione alla Serie D. Suo campo casalingo è lo stadio comunale di Montjovet; la società usufruisce anche del campo sportivo di Pont-Saint Martin.
Dal 2021 è inoltre attivo il Pont Donnas 2021. Nel 2025 milita in Seconda Categoria.

### Pallavolo
A Pont-Saint-Martin gioca il Pont-Saint-Martin Volley Team, squadra femminile.

## Società

### Evoluzione demografica
Abitanti censiti

### Lingue e dialetti
Pont-Saint-Martin rappresenta l'unico comune valdostano in cui il piemontese, nella sua variante canavesana, è più diffuso del patois valdostano.